# Vincent Joly
Pour les articles homonymes, voir Joly.
Vincent Joly est un historien contemporanéiste français né le 4 février 1953, spécialiste des colonisations et décolonisations en Afrique, aux XIXe siècle et XXe siècle. Il est actuellement enseignant-chercheur à l'université Rennes 2.

## Publications

### Ouvrages
- L'Europe et l'Afrique de 1914 aux années soixante, Rennes, PUR, 1994, 388 p.  (ISBN 978-2-86847-117-8)[2]
- Le Soudan français, 1939-1945. Une colonie dans la guerre, Paris, Karthala, 2006, 653 p.  (ISBN 978-2845867789)

- Guerres d'Afrique : 130 ans de guerres coloniales. L'expérience française, Rennes, PUR, 2009, 336 p.  (ISBN 978-2753509597)
- Algérie : sortie(s) de guerre, 1962-1965 (avec Patrick Harismendy), Rennes, PUR, 2014, 230 p.  (ISBN 978-2753532649)

### Participations
- Claude Liauzu (dir.), Dictionnaire de la colonisation française, Paris, Larousse, 2008, 646 p. (ISBN 978-2035833433)